# Hans Moleman
Hans Moleman (spelad av Dan Castellaneta) är en rollfigur i den animerade TV-serien Simpsons. 

## Biografi
Hans Moleman är en mycket kort och skrynklig mullvadsliknande man med extremt tjocka glasögon. Han är mycket otursförföljd och dyker oftast upp på helt fel plats vid helt fel tidpunkt. I början av serien var han ljusbrun i huden, sen blev han gul som alla andra. Han är egentligen 31 år gammal och förtidspensionerad men jobbar ofta som chaufför men bor till och från på samma ålderdomshem som Abraham Simpson. 
Under sitt relativt korta liv har Hans Moleman hunnit med att dö ett oräkneligt antal gånger, gå på förskola som vuxen, bli adopterad av Homer och mycket, mycket mer.
Hans körkort blir ständigt blockerat. Den gladaste dagen i hans liv var när han fick sitt körkort godkänt. Vidare står det även Ralph Mellish på körkortet. Hans kör en grön AMC Gremlin. Han jobbar som morgonpratare på radiokanalen KJazz och städat på Springfields kärnkraftverk.
Han dör ständigt en tragisk och plågsam död (bilolyckor, knuffas ned i en kärnkraftsreaktor, självmord, rattfylleri och så vidare), men kommer alltid tillbaka. Moleman skulle en gång i häktet få en sista måltid men den måltiden åts upp av Homer.
Hans lider av svåra smärtor, vilket bland annat har lett till att han har använt marijuana i medicinskt syfte. Han avslöjade sin ålder när han sa "My name is Hans. Drinking has ruined my life. I'm 31 years old. (Hej, jag heter Hans och är 31 år, spriten har förstört mitt liv)" på ett AA-möte tillsammans med Homer. Men i ett avsnitt när alla under 70 år får utegångsförbud så är han med alla pensionärer. I ett avsnitt då Metallica är med så säger han att han brukade ligga med Lars Ulrich farmor. Han kör då också en bil som Metallica står på taket av och spelar på.
Hans brukar köra stora truckar och när det är en stor truck i bakgrunden så dyker alltid han upp. Han har varit med i två Halloween-avsnitt i Simpsons. I avsnitt 18 i säsong 6 så har han gjort en egen film som heter Man Getting Hit By Fotball. Det blev Homers favoritfilm.